# Fernando Ocaranza Carmona
Fernando Ocaranza Carmona (Ciudad de México, 1876-ibídem, 1965) fue un académico y médico cirujano mexicano que fungió como rector de la Universidad Nacional Autónoma de México de 1934 a 1935.

## Estudios y docencia
Realizó sus estudios en el Instituto Científico y Literario de Toluca , se trasladó a la Ciudad de México, donde obtuvo el título de médico cirujano en 1900. Ejerció su profesión en varios hospitales, ingresó al ejército mexicano y como cirujano se le reconoce como uno de los primeros en operar tórax y resecar una masa esternal.
En 1915, se dedicó a la docencia. Siendo profesor de Fisiología llegó a ser jefe de enseñanza. Fue un invaluable apoyo de alumnos como Gustavo Baz, Ignacio Chávez y otros que serían luminarias de la ciencia médica. En 1922 fue miembro del Consejo Superior de Salubridad. De 1924 a 1934 fue director de la Escuela Nacional de Medicina. Fue profesor en la Escuela Nacional de Altos Estudios. En 1934, durante el mandato presidencial del general Lázaro Cárdenas fue nombrado rector de la Universidad Nacional Autónoma de México.
Ante la crisis económica ocasionada por la insuficiencia del subsidio decretado por la Ley de 1933, el rector Ocaranza se dirigió al entonces Presidente de México manifestándole la imposibilidad de la Universidad de seguir trabajando en esas condiciones. La respuesta del gobierno mexicano, así como diversas manifestaciones estudiantiles exigiendo su renuncia, llevaron al rector junto con 28 consejeros universitarios a presentar su renuncia.

## Otras actividades
De forma simultánea a su rectoría en la UNAM, fue director del Instituto Científico y Literario de Toluca de 1934 a 1935.  En 1944, fue llamado para formar parte de la Junta de exrectores que asumió provisionalmente el gobierno de la Universidad. En 1949, le fue concedido el grado de Doctor honoris causa. En 1955 donó su biblioteca a la Escuela de Medicina de Toluca. Fue miembro de la Academia Mexicana de la Historia de 1949 a 1965, ocupó el sillón 6.